# Masquerade Party
Masquerade Party (en español: Fiesta de máscaras) era un programa de concursos estadounidense. Durante su emisión original entre 1952 y 1960, el programa estuvo varias veces en tres de las cuatro cadenas existentes en ese entonces (ABC, CBS y NBC, mientras que nunca fue emitido por DuMont), e incluso en una ocasión fue emitido simultáneamente por las tres cadenas, a las 2:00 p. m. del 26 de septiembre de 1954.
Un panel de celebridades se encontraba con otra celebridad que estaba exageradamente disfrazada y/o maquillada; esta distracción a menudo podía entregar pistas sobre la identidad de la celebridad. Por ejemplo, el actor Gary Burghoff apareció en 1974 como un robot con radar, aludiendo a su papel como Radar O'Reilly en la serie M*A*S*H. El panel realizaba preguntas con respuesta de sí o no a la celebridad, y después recibía otra pista acerca de la identidad al final de la ronda. Después de la pista, el panel tenía una última oportunidad de adivinar la identidad del personaje, seguido de la celebridad revelando su verdadera identidad.

## 1952-1960

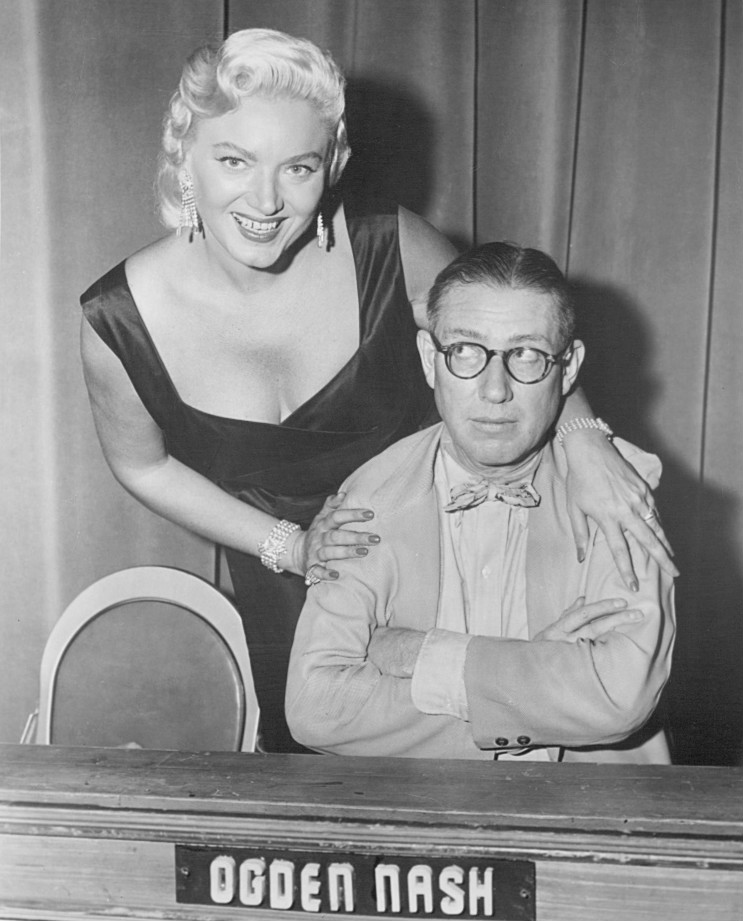
Fotografía de Ogden Nash y Dagmar, panelistas de Masquerade Party.

El programa original tuvo en su panel a varias celebridades muy conocidas, incluyendo Pat Carroll, Sam Levenson, Audrey Meadows, Ogden Nash, Betsy Palmer, y Jonathan Winters.
El comediante Allan Sherman era el productor, mientras que Stefan Hatos era el productor ejecutivo. Fue muy sensible al "políticamente correcto" y a no ofender los costumbres conservadores. Por esto en el 1960 fue objeto de una broma por parte del periódico satírico The Realist de Paul Krassner.
El nombre del tema musical del programa era "The Comedians", una composición orquestal de Dmitri Kabalevsky. Esta versión se encuentra en el puesto número 8 de la lista de los "50 Mejores Programas de Concursos de Todos los Tiempos", elaborada por la revista TV Guide en 2001.

### Estado de los episodios
Existen grabaciones de cinco episodios. Tres de ellos existen entre coleccionistas y corresponden a episodios de 1955, 1957 y 1959. En el episodio de 1955 George DeWitt (entonces presentador de Name That Tune) era la personalidad incógnita.
El Archivo de Cine y Televisión de la Universidad de California en Los Ángeles posee dos episodios, fechados el 6 de octubre de 1954 y el 5 de mayo de 1955 (este último también existente en el circuito de intercambios).

## 1974-1975
Una versión sindicada del programa fue producida por Stefan Hatos y Monty Hall en 1974, presentada por Richard Dawson y narrado por Jay Stewart. El método de juego era el mismo que el del programa original. Bill Bixby, Lee Meriweather, y Nipsey Russell fueron panelistas regulares. El Coronel Harland Sanders de Kentucky Fried Chicken hizo fama por una aparición en el programa como celebridad incógnita.
Esta versión era emitida principalmente en las tardes y no logró atraer la atención del público. Fue cancelado al año de iniciar sus transmisiones mientras que Richard Dawson era contratado para ser el primer presentador de Family Feud (el cual debutó en 1976).

### Estado de los episodios
Se conoce de la grabación de un episodio (una cinta maestra grabada el 10 de julio de 1974 con Allen Ludden como invitado). El archivo de la Universidad de California en Los Ángeles posee un episodio fechado el 9 de julio de 1974.